# L'Élasticité
L'Élasticité (Elasticità en italien) est un tableau d'Umberto Boccioni (1882-1916) peint en 1912.

## Caractéristiques
- Dimensions : 100 × 100 cm[2]
- Médium : peinture à l'huile sur toile.
- Style : Futurisme

Le tableau est exposé au Museo del Novecento dans la Civica Galleria d'Arte Moderna (Milan, Italie).

## Description
Sont aisément perçus par l'observateur un cavalier et sa monture qui occupent presque toute la toile. L'homme et le cheval donnent une impression de mouvement grâce à cet effet, propre au futurisme, de superposer les moments d'un déplacement. Les couleurs dominantes sont le rouge, le bleu et le jaune.